# Monika Maierhofer
Monika Maierhofer (ur. 10 stycznia 1967 w Trofaiach) – austriacka narciarka alpejska, mistrzyni świata juniorów.

## Kariera
Po raz pierwszy na arenie międzynarodowej pojawiła się w 1984 roku, startując na mistrzostwach świata juniorów w Sugarloaf. Zdobyła tam złoty medal w slalomie.
W zawodach Pucharu Świata zadebiutowała 1 grudnia 1984 roku w Courmayeur, gdzie zajęła 14. miejsce w slalomie. Tym samym zdobyła pierwsze pucharowe punkty. Na podium zawodów tego cyklu pierwszy raz stanęła 18 grudnia 1986 roku w tej samej miejscowości, kończąc rywalizację w slalomie na trzeciej pozycji. W zawodach tych wyprzedziły ją jedynie Tamara McKinney z USA i kolejna Austriaczka, Roswitha Steiner. W kolejnych startach jeszcze jedenaście razy stawała na podium zawodów pucharowych (za każdym razem w slalomie), odnosząc przy tym jedno zwycięstwo: 2 lutego 1992 roku w Grindelwald była najlepsza w slalomie. W sezonie 1988/1989 zajęła 13. miejsce w klasyfikacji generalnej, a w klasyfikacji giganta była druga.
Wystartowała w slalomie na igrzyskach olimpijskich w Albertville w 1992 roku, jednak nie ukończyła drugiego przejazdu. Na rozgrywanych dwa lata później igrzyskach olimpijskich w Lillehammer w tej samej konkurencji była dwunasta. Zajęła też między innymi szóste miejsce w swej koronnej konkurencji na mistrzostwach świata w Vail w 1989 roku.

## Osiągnięcia

### Igrzyska olimpijskie
| Miejsce | Dzień     | Rok  | Miejscowość | Konkurencja | Czas biegu | Strata | Zwyciężczyni     |
| ------- | --------- | ---- | ----------- | ----------- | ---------- | ------ | ---------------- |
| DNF2    | 20 lutego | 1992 | Albertville | Slalom      | 1:32,68    | -      | Petra Kronberger |
| 12.     | 26 lutego | 1994 | Lillehammer | Slalom      | 1:56,01    | +2,73  | Vreni Schneider  |

### Mistrzostwa świata
| Miejsce | Dzień    | Rok  | Miejscowość | Konkurencja | Czas biegu | Strata | Zwyciężczyni |
| ------- | -------- | ---- | ----------- | ----------- | ---------- | ------ | ------------ |
| 6.      | 7 lutego | 1989 | Vail        | Slalom      | 1:30,88    | +1,89  | Mateja Svet  |

### Mistrzostwa świata juniorów
| Miejsce | Dzień     | Rok  | Miejscowość | Konkurencja | Czas biegu | Strata | Zwyciężczyni |
| ------- | --------- | ---- | ----------- | ----------- | ---------- | ------ | ------------ |
| 1.      | 23 lutego | 1984 | Sugarloaf   | Slalom      | 1:24,27    | -      | -            |

### Puchar Świata

#### Miejsca w klasyfikacji generalnej
- sezon 1984/1985: 82.
- sezon 1985/1986: 82.
- sezon 1986/1987: 21.
- sezon 1987/1988: 35.
- sezon 1988/1989: 13.
- sezon 1989/1990: 19.
- sezon 1990/1991: 21.
- sezon 1991/1992: 24.
- sezon 1992/1993: 66.
- sezon 1993/1994: 76.
- sezon 1994/1995: 63.

#### Miejsca na podium
1. Courmayeur – 18 grudnia 1986 (slalom) – 3. miejsce
2. Aspen – 6 marca 1988 (slalom) – 3. miejsce
3. Flühli – 15 lutego 1987 (slalom) – 2. miejsce
4. Maribor – 3 stycznia 1989 (slalom) – 2. miejsce
5. Grindelwald – 15 stycznia 1989 (slalom) – 3. miejsce
6. Shiga Kōgen – 10 marca 1989 (slalom) – 2. miejsce
7. Park City – 25 listopada 1989 (slalom) – 2. miejsce
8. Piancavallo – 6 stycznia 1990 (slalom) – 2. miejsce
9. Haus – 14 stycznia 1990 (slalom) – 2. miejsce
10. Bad Kleinkirchheim – 7 stycznia 1991 (slalom) – 2. miejsce
11. Kranjska Gora – 12 stycznia 1991 (slalom) – 2. miejsce
12. Grindelwald – 2 lutego 1992 (slalom) – 1. miejsce